# Agave potatorum
Agave potatorum es una especie de planta fanerógama. pequeña y atractiva perteneciente a la familia Agavaceae.

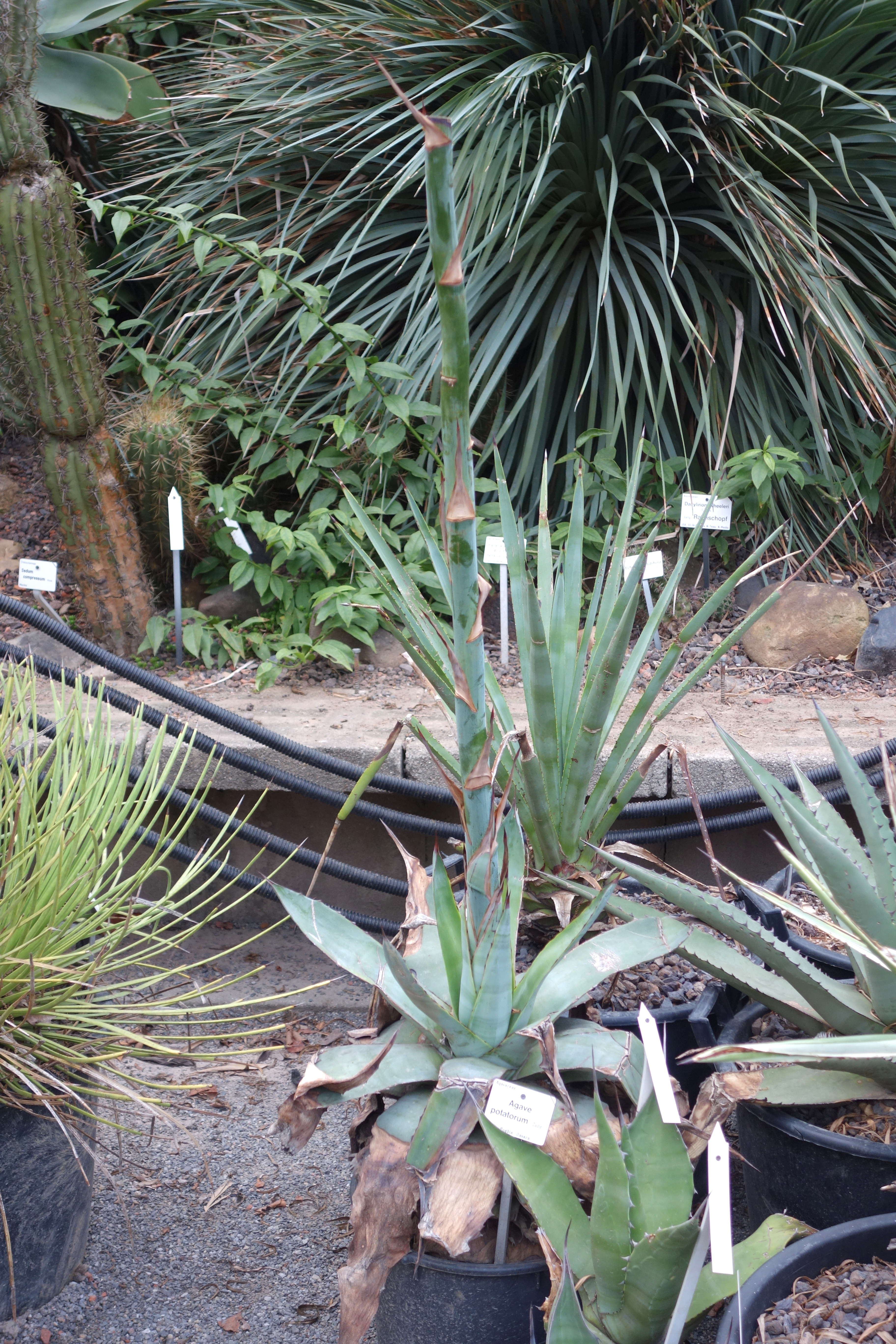
Vista de la planta

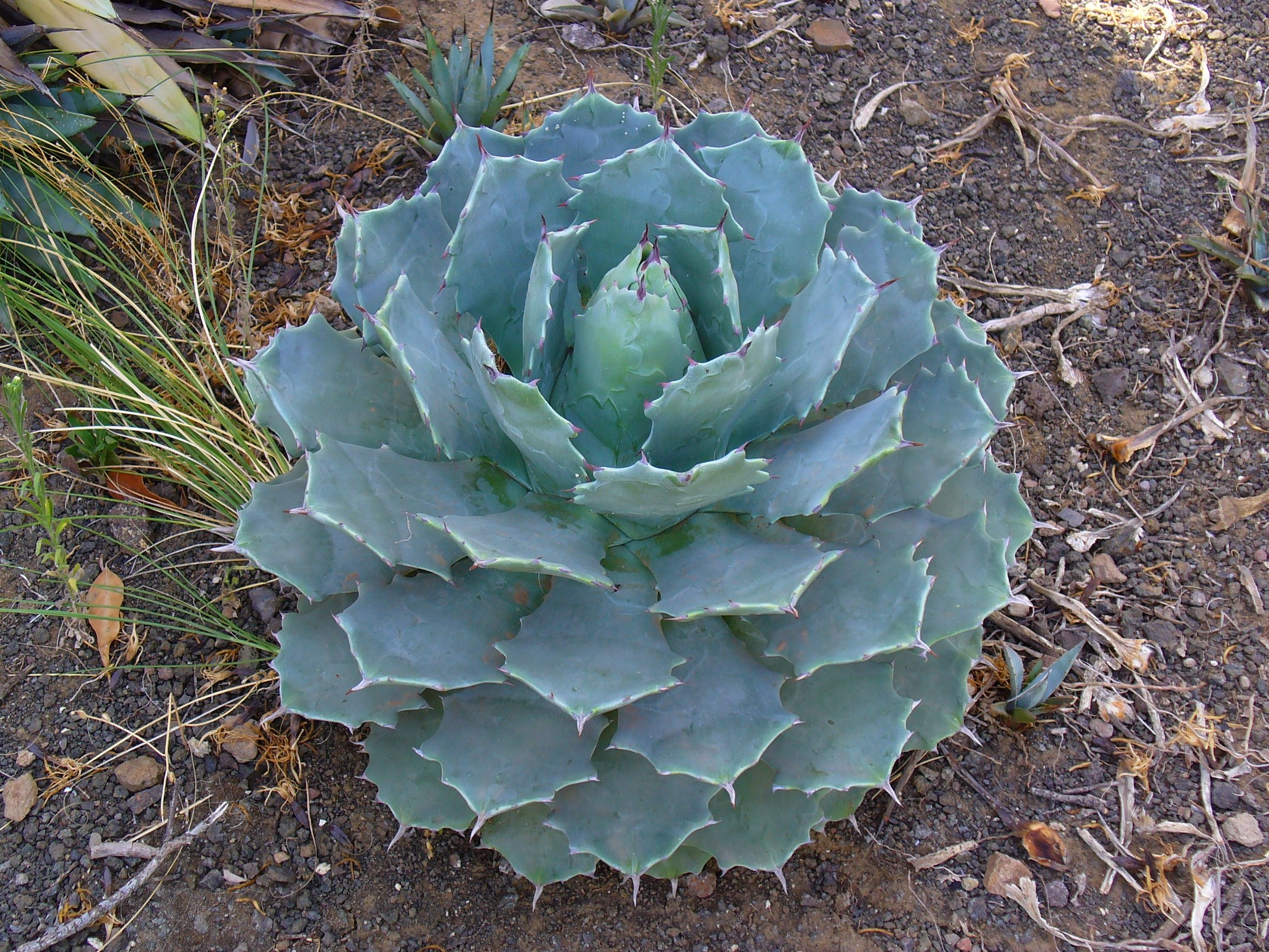
Roseta de hojas

## Distribución
Agave potatorum es nativa de las zonas desérticas parciales de México, desde Puebla hasta el sur de Oaxaca. En Oaxaca existe una zona en la cual se encuentra este tipo de agave, es en Villa Sola de Vega, población que cuenta con múltiples tipos de agaves mezcaleros, se considera "tierra del maguey Tóbala" la razón es que en esta región se da este agave desde tiempos antiguos.  

## Descripción
Agave potatorum crece como una roseta basal con entre 30 a 80 hojas planas con forma de espátulas de hasta 25 cm de largo y con un borde de flequillos cortos y afilados, con espinas oscuras y que termina en una aguja de hasta 4 cm de largo. Las hojas son de color blanco plateado, con la carne de color lila con decoloración verde en las puntas. El tallo floral puede ser desde 2,5 hasta 5 m de largo cuando está completamente desarrollado con pálidas flores verdes y amarillas. 

## Taxonomía
Agave atrovirens fue descrita por Joseph Gerhard Zuccarini y publicado en Nova Acta Physico-medica Academiae Caesareae Leopoldino-Carolinae Naturae Curiosorum Exhibentia Ephemerides sive Observationes Historias et Experimenta 16(2): 674–675. 1833.
Etimología
Agave: nombre genérico que fue dado a conocer científicamente en 1753 por el naturalista sueco Carlos Linneo, quien lo tomó del griego Agavos. En la mitología griega, Ágave era una ménade hija de Cadmo, rey de Tebas que, al frente de una muchedumbre de bacantes, asesinó a su hijo Penteo, sucesor de Cadmo en el trono. La palabra agave alude, pues, a algo admirable o noble.
potatorum: epíteto
Sinonimia
- Agave amoena Lem. ex Jacobi
- Agave auricantha Baker
- Agave elegans Salm-Dyck
- Agave latifolia Karw. ex Salm-Dyck
- Agave pulchra Salm-Dyck
- Agave quadrata Lem.
- Agave saundersii Hook.f.
- Agave schnittspahnii Jacobi
- Agave scolymus Karw. ex Salm-Dyck
- Agave verschaffeltii Lem. ex Jacobi
- Agave verschaffeltii Lem.[4]

## Uso
Se usa ampliamente para elaborar el mezcal, razón por la cual se considera una especie en peligro de extinción.